# 1449
1449 (MCDXLIX) a fost un an comun al calendarului iulian, care a început într-o zi de miercuri.

## Nașteri
- 1 ianuarie: Lorenzo de' Medici politician italian (d. 1492)
- 11 noiembrie: Ecaterina de Poděbrad  (d. 1464)

## Decese
- 27 octombrie: Ulug Beg sultan timurid, astronom și matematician (n. 1394)
- dată necunoscută: Petru al III-lea  (n. 1422)
- dată necunoscută: Domenico di Giovanni poet italian (n. 1404)